# Michael Sachs (Rechtswissenschaftler)

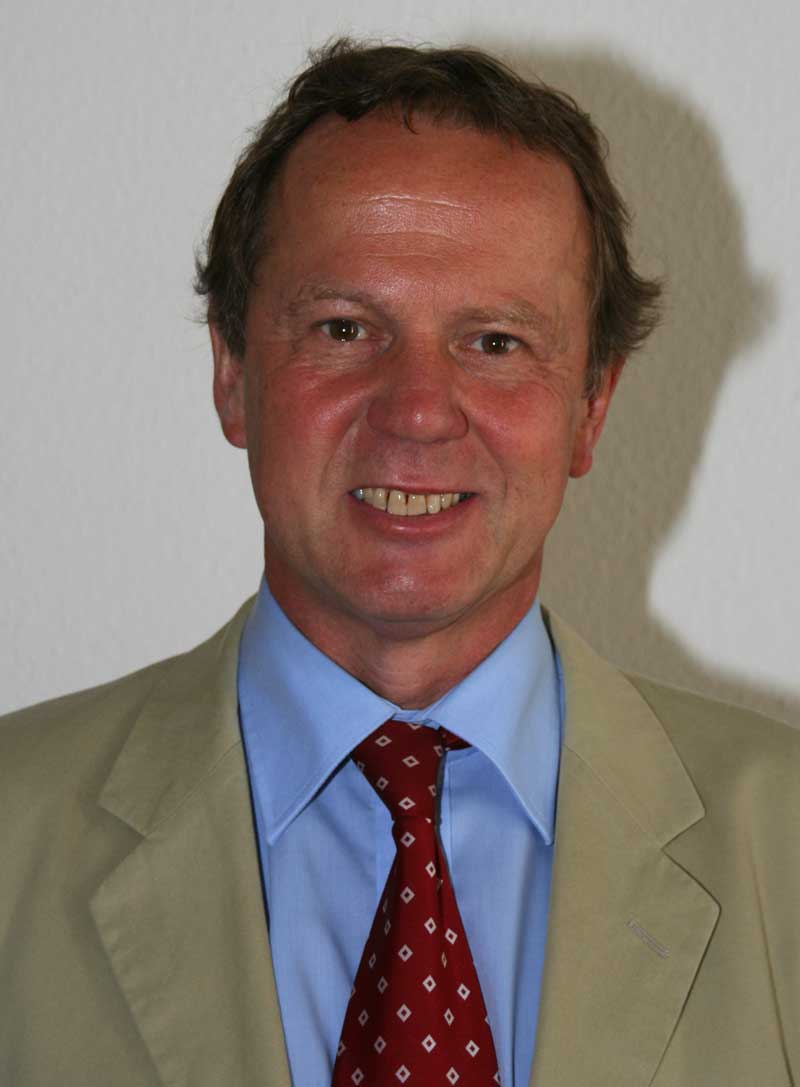
Michael Sachs (2006)

Michael Sachs (* 12. Juni 1951 in Duisburg; † 10. Februar 2022) war ein deutscher Rechtswissenschaftler.

## Leben
Sachs besuchte von 1957 bis 1961 die Katholische Volksschule und von 1961 bis 1967 und 1968 bis 1969 das Humanistische Staatliche Landfermann-Gymnasium in Duisburg. 1967/68 war er als Austauschschüler an High Schools in San Francisco und Chicago in den USA. Am 14. Juni 1969 erhielt er sein Reifezeugnis.
Sachs studierte ab 1969 in Köln acht Semester Rechtswissenschaft und legte seine erste Juristische Staatsprüfung am 11. Dezember 1973 ab. Am 14. Juli 1976 erfolgte seine Promotion an der Rechtswissenschaftlichen Fakultät der Universität zu Köln bei Klaus Stern mit seiner Dissertation zum Thema „Die Bindung des Bundesverfassungsgerichts an seine Entscheidungen“. Vom 1. Februar 1976 bis zum 31. Juli 1978 folgte ein Referendariat im Bezirk des Oberlandesgerichts Köln; am 31. Juli 1978 legte er die zweite Juristische Staatsprüfung vor dem Landesjustizprüfungsamt in Nordrhein-Westfalen ab.
Am 1. August 1978 wurde Sachs an der Universität zu Köln zum Wissenschaftlichen Assistenten ernannt; seit dem 1. April 1980 war er im Institut für Öffentliches Recht und Verwaltungslehre bei Klaus Stern tätig.
Sachs’ Habilitation für Staats- und Verwaltungsrecht erfolgte am 4. Juli 1985 an der Rechtswissenschaftlichen Fakultät der Universität zu Köln. Seine Habilitationsschrift über die „Grenzen des Diskriminierungsverbotes“ verficht eine rigide Linie zur Beschränkbarkeit der von Sachs als Abwehrrecht konzipierten Rechtsposition aus Art. 3 Abs. 2 und 3 Grundgesetz.
Im Sommersemester 1986 folgte ein Lehrauftrag an der Universität Kiel, im Wintersemester 1986/87 eine Lehrstuhlvertretung an der Universität des Saarlandes und im Sommersemester 1987 eine Lehrstuhlvertretung an der Universität Augsburg. Dort wurde Sachs am 2. Juli 1987 zum Universitätsprofessor für Öffentliches Recht ernannt.
Es folgten ab 1992 Tätigkeiten an der Universität Potsdam, der Heinrich-Heine-Universität Düsseldorf und ab 1. Oktober 2001 an der Universität zu Köln, wo er bis zum Eintritt in den Ruhestand im Februar 2020 den Lehrstuhl für Staats- und Verwaltungsrecht innehatte sowie gemeinsam mit Bernhard Kempen und Christian von Coelln geschäftsführender Direktor des Institut für Deutsches und Europäisches Wissenschaftsrecht war.

## Gutachten im Genderstreit
Zur Beschwerde des Lehramtsstudenten an der Universität Kassel, Lukas Honemann, dass eine schlechtere Bewertung von Arbeiten möglich sei, wenn darin nicht die Gendersprache verwandt worden ist, hat Sachs im Auftrag der Universität ein Gutachten verfasst. Darin heißt es: Die Bewertung, ob jemand Gendersternchen und Co. verwende, dürfe nicht willkürlich sein und der „Antwortspielraum des Prüflings“ müsse respektiert werden. Zudem dürfe Studenten ein „abweichender Sprachgebrauch nicht zum Nachteil gereichen“. Die Universität, die das Gutachten nicht veröffentlichen wollte, interpretiert es so, dass es ihre Position bestätige.

## Privatleben
Sachs war verheiratet und Vater zweier Kinder. Sein Sohn ist der Schauspieler Moritz A. Sachs.

## Schriften (Auswahl)
- Sachs (Hrsg.): Grundgesetz. Kommentar. 9. Auflage. C.H. Beck, München 2021, ISBN 978-3-406-75503-3.
- Verfassungsrecht II – Grundrechte. 3. Auflage. Springer, Berlin 2017, ISBN 978-3-662-50363-8.
- mit Paul Stelkens und Heinz Joachim Bonk (Hrsg.): Verwaltungsverfahrensgesetz. Kommentar. 9. Auflage. C.H. Beck, München 2018, ISBN 978-3-406-71095-7.